# Ferenczy Zsizsi
Ferenczy Zsizsi, Szentimreiné (Kolozsvár, 1895. január 13. – Kolozsvár, 1969. február 13.) magyar énekművésznő. Ferenczy Gyula és Ferenczy György testvére.

## Életútja
A felső leányiskola és zenekonzervatórium elvégzése után 1915-ben szülővárosában kezdte operaénekesnői pályáját; az első világháború után férje, Szentimrei Jenő oldalán mint népdalok és balladák előadóművésze bekapcsolódott a hazai magyar irodalmi életbe. 1922-ben a segesvári Petőfi-ünnepélyen székely dalokat és balladákat énekelt, Kolozsvárt székely író-esten (1924) szerepelt, majd önálló Ady-Reinitz-dalestje (1926) és orosz népdalestje (1927) aratott sikert. A KZST tagja. Részt vett Benedek Elek "turné"-in (1927-29), s szerepet vállalt a Kecseti Kaláka művészi folklórmozgalmában, majd férjének Kalotaszegi ballada, ill. Csáki bíró lánya c. népi játékában. Barátnőjéről, Boncza Bertáról magnóra adott vallomását Óvári Attila tette közzé (Korunk, 1967/1), férje visszaemlékezéseinek második részét kiegészítő memoárja kéziratban maradt.